# لويغي باسكال
لويغي باسكال (بالإيطالية: Luigi Pascale)‏ هو مهندس إيطالي، ولد في 1923 في نابولي في إيطاليا، وتوفي بنفس المكان في 14 مارس 2017.